# Friedrich von Tietzen-Schlütter
Friedrich von Tietzen-Schlütter, född 1626, död 4 november 1696, var en tysk katolsk präst, hjälpbiskop av Hildesheims katolska stift, titulärbiskop av Ioppe och apostolisk vikarie för Apostoliska vikariatet i de nordiska missionerna.

## Biografi
Friedrich utnämndes bland annat 4 augusti 1687 till apostolisk vikarie för Apostoliska vikariatet i de nordiska missionerna, som varade fram till hans död 1696, och efterträddes av Jobst Edmund von Brabeck.